# Ponezumab
Il ponezumab è un anticorpo monoclonale umanizzato progettato per il trattamento della malattia di Alzheimer. Il ponezumab veniva realizzato dalla Pfizer Inc., la quale ne ha però interrotto la produzione nel novembre 2011, a seguito dei risultati insoddisfacenti mostrati dopo la fase II di uno studio clinico volto a misurare l'efficacia e la sicurezza del farmaco.